# Billy Gonsalves
Adelino William »Billy« Gonsalves, ameriški nogometaš, * 10. avgust 1908, Portsmouth, Rhode Island, ZDA, † 17. julij 1977, Kearny, New Jersey, ZDA.
Gonsalves je v svoji karieri je nastopal za Fall River Marksmen, s katerim je osvojil 8 U.S. Open Cupov. Za ameriško nogometno reprezentanco je odigral 6 tekem na svetovnemu prvenstvu v nogometu leta 1930 in leta 1934; dosegel je en gol.